# 阿奇吉纳西欧宫

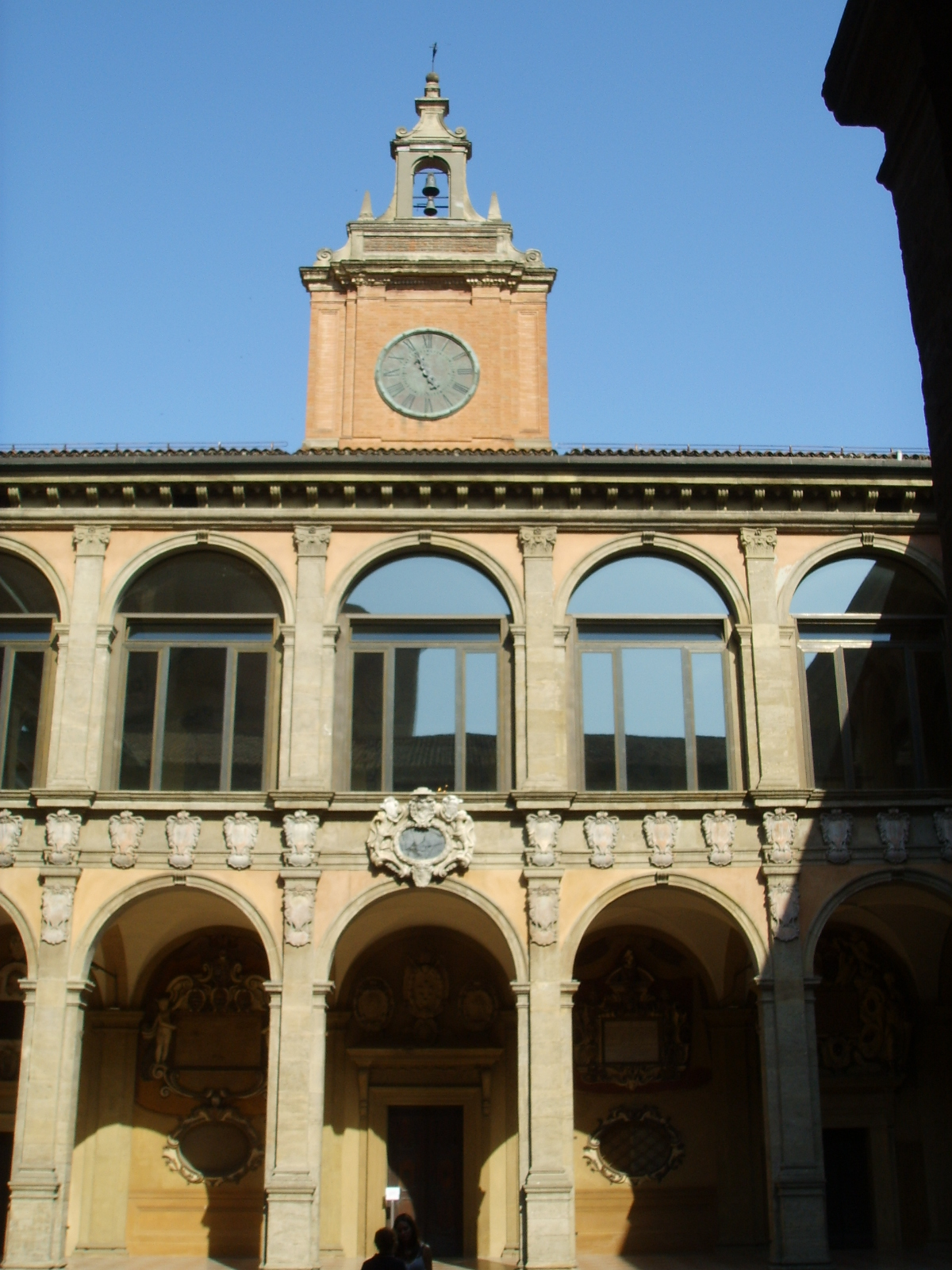
阿奇吉纳西欧宫

阿奇吉纳西欧宫（義大利語：Archiginnasio di Bologna）是意大利北部城市博洛尼亚最重要的建筑之一，曾是博洛尼亚大学的主楼，现在是市立阿奇吉纳西欧图书馆（Biblioteca comunale dell'Archiginnasio）。

## 历史

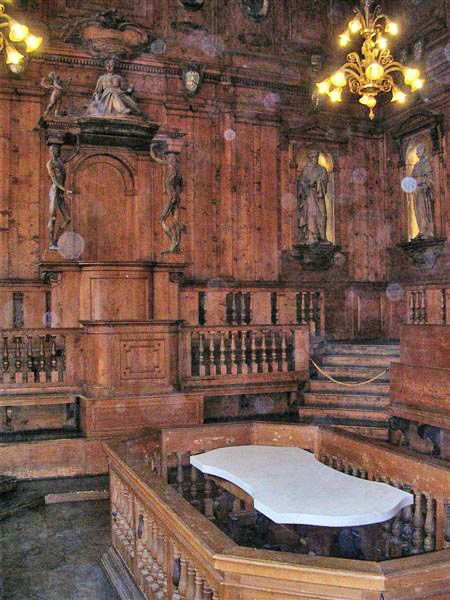

阿奇吉纳西欧宫建于16世纪，当时罗马教宗庇护四世大幅改造博洛尼亚主广场，海神喷泉建于同一时期。工程于1562年和1563年之间完成，目的是让当时分散在城市各处的不同院系能集中在一处教学。
从1563到1803年，阿奇吉纳西欧宫曾是博洛尼亚大学的主楼，此后成为科学研究所的所在地。
1838年，阿奇吉纳西欧宫的一部分交给市立阿奇吉纳西欧图书馆，艾米利亚-罗马涅最大的图书馆。馆内收藏有重要的历史，哲学，政治，文学，艺术，传记等。

## 建筑
该建筑包括两层楼，下层和内院环绕着昔日的圣母教堂。上层设有法学院（研究民法和教会法的学生）和文学院（其他学科如哲学，文学和医学的学生）的自修室，由两个楼梯分别到达两个区域。南段由法学院的学生使用，而北段留给文学院学生。法学院和文学院分别拥有10间教室，但只有法学院的学生被认为是大学的高材生，教室在主走廊。

## 圖片

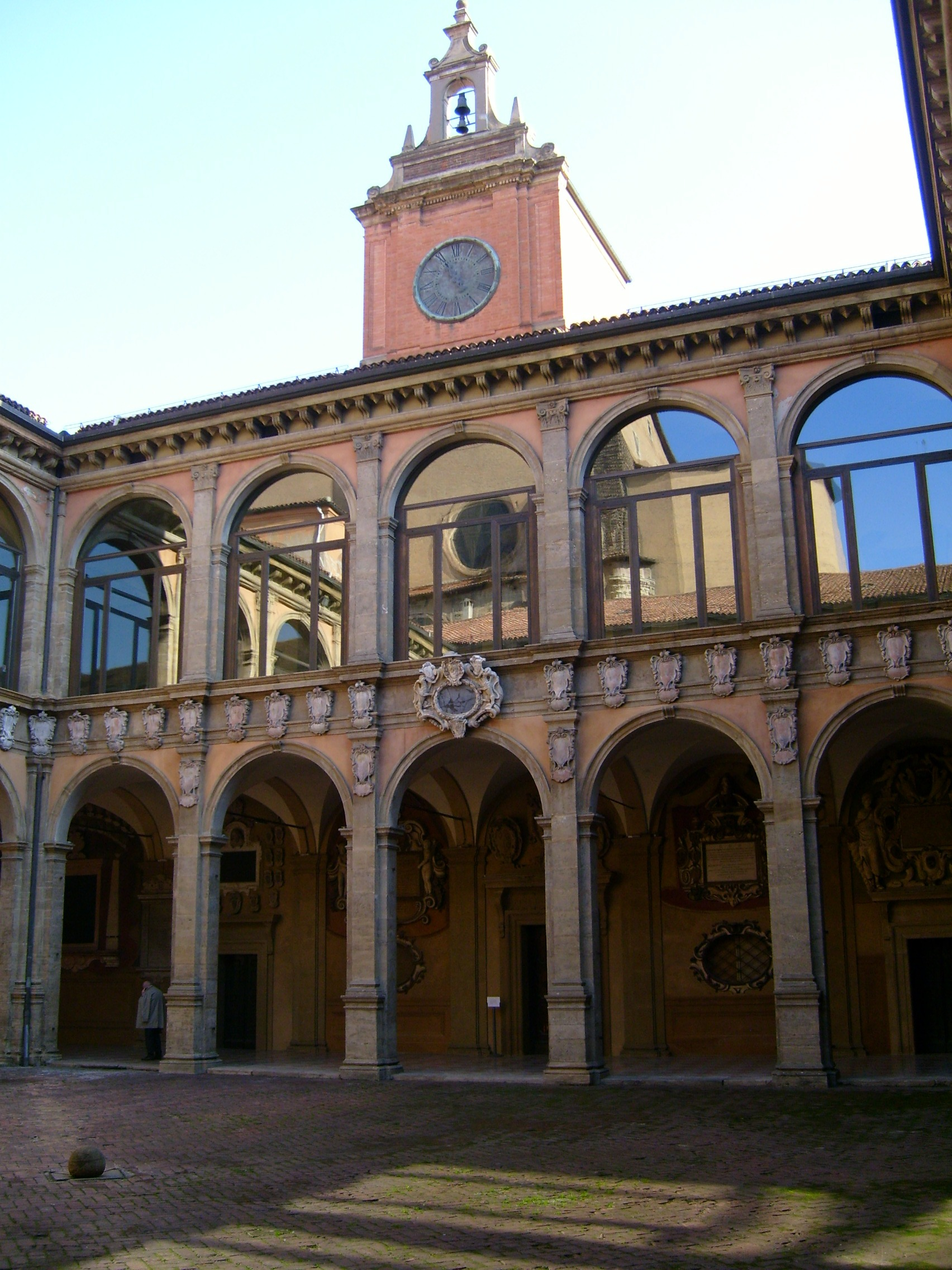
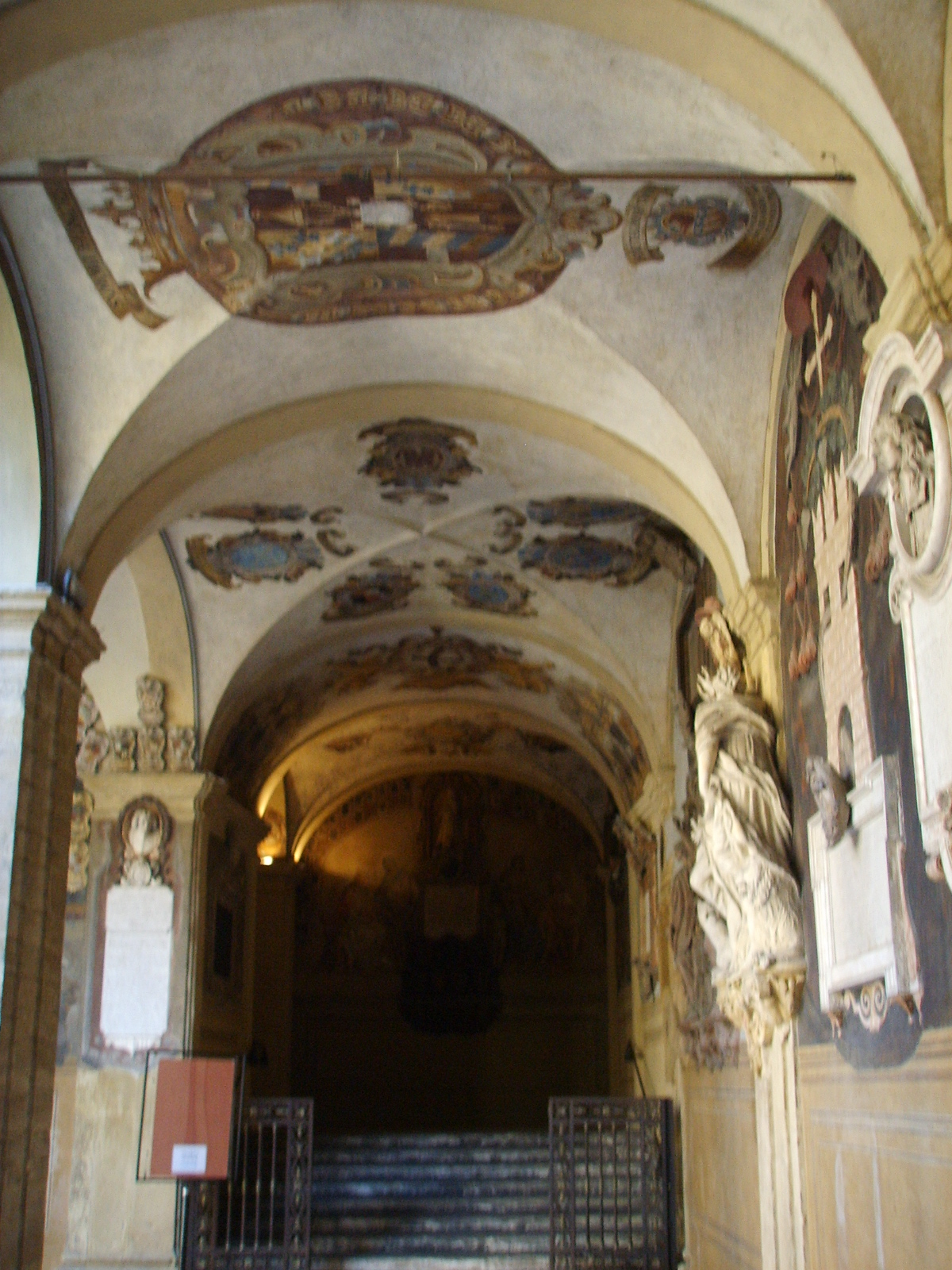
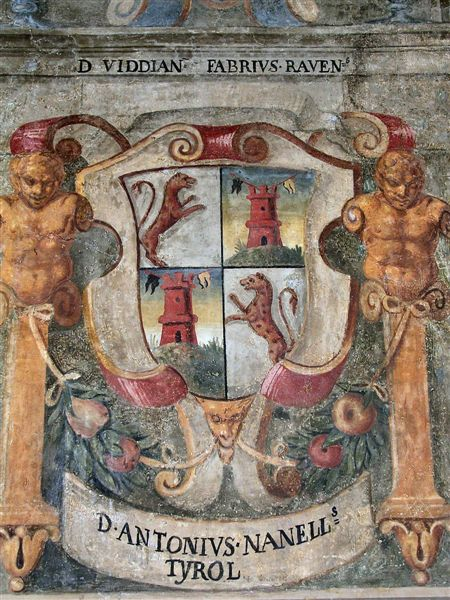
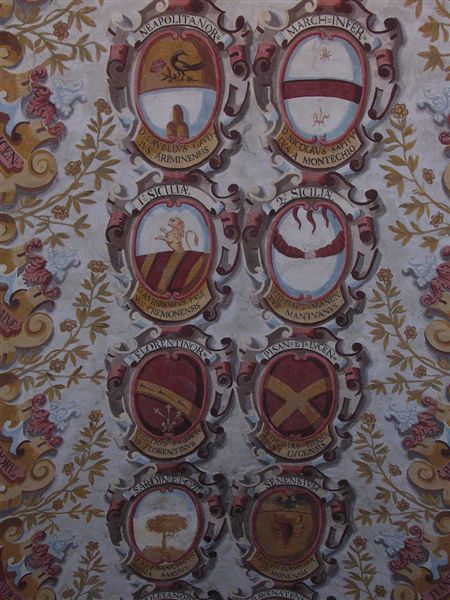
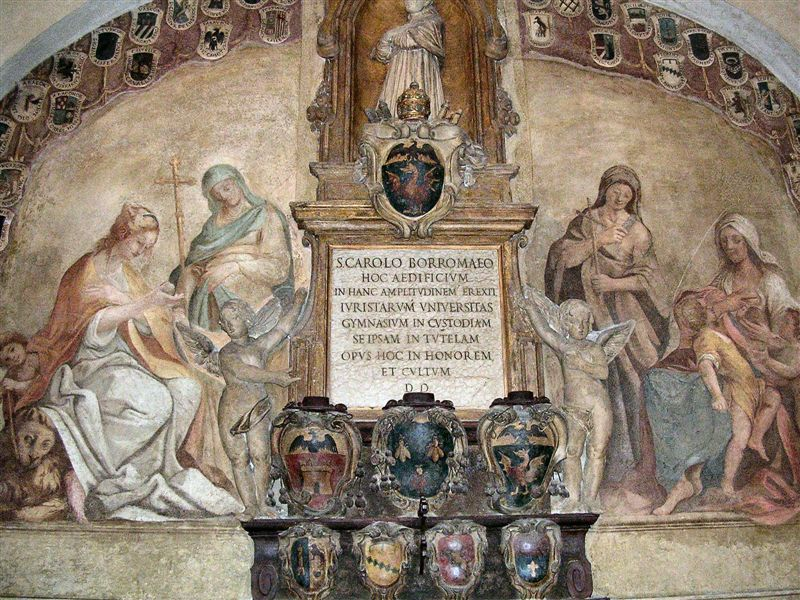
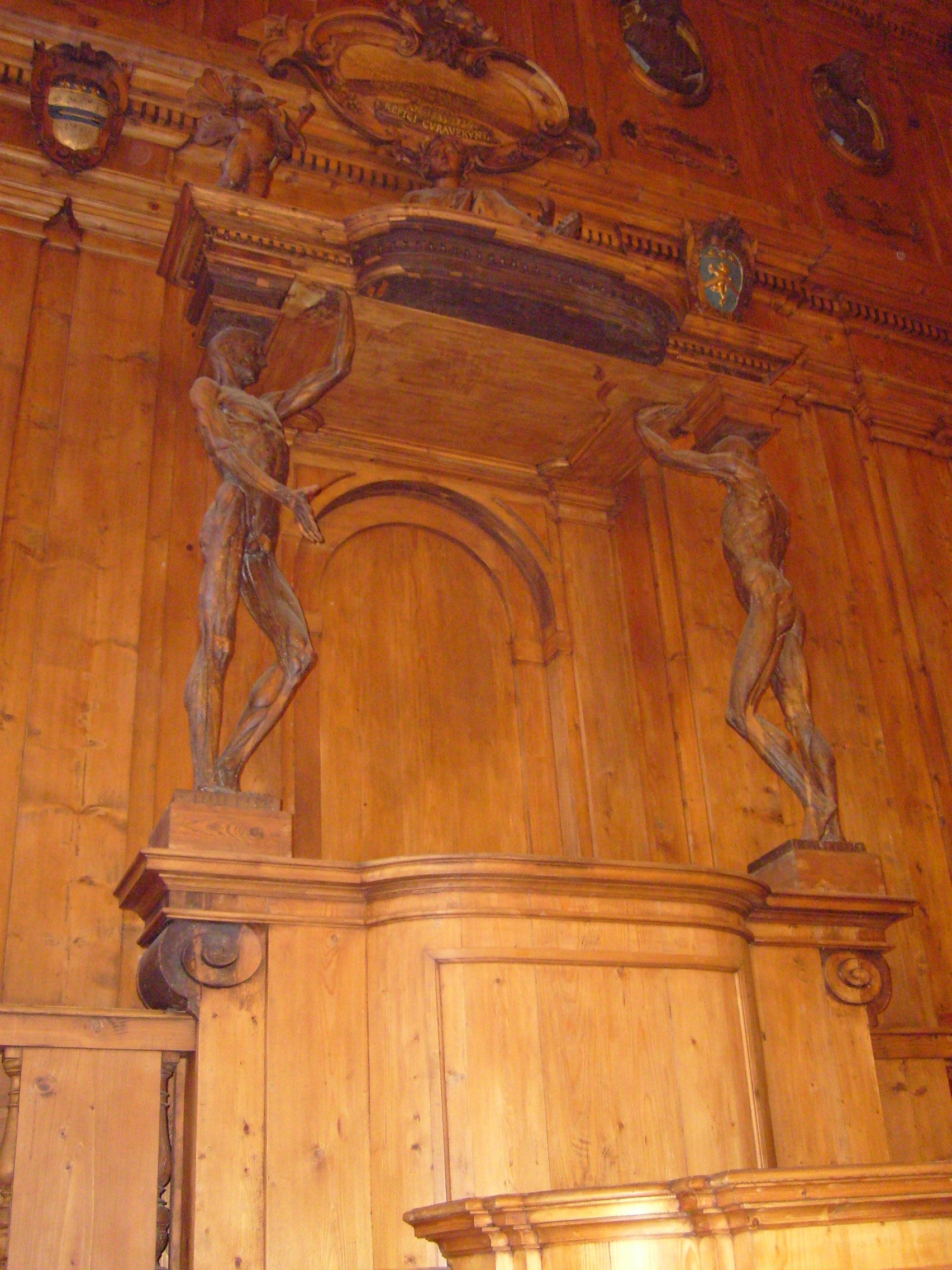
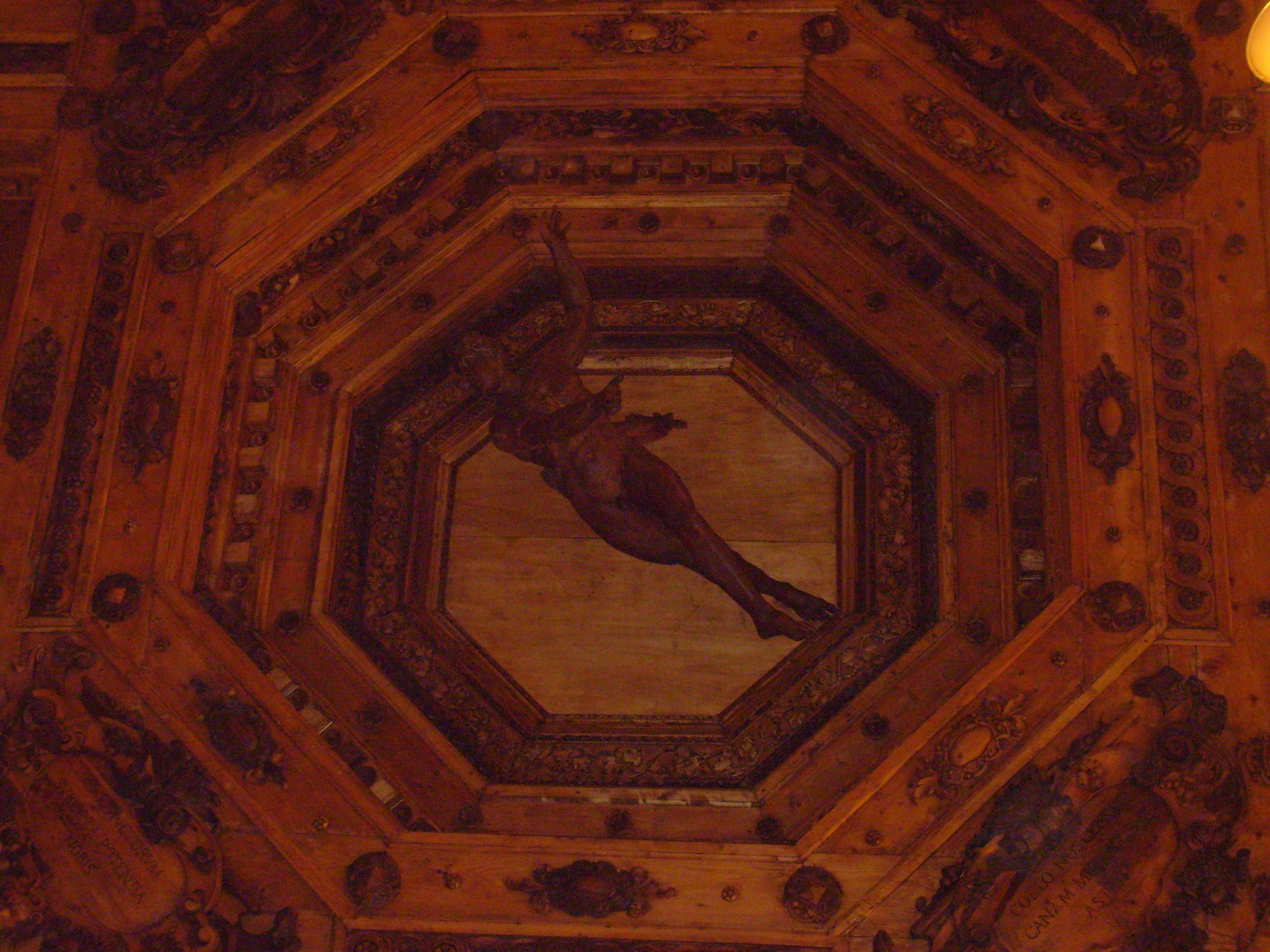
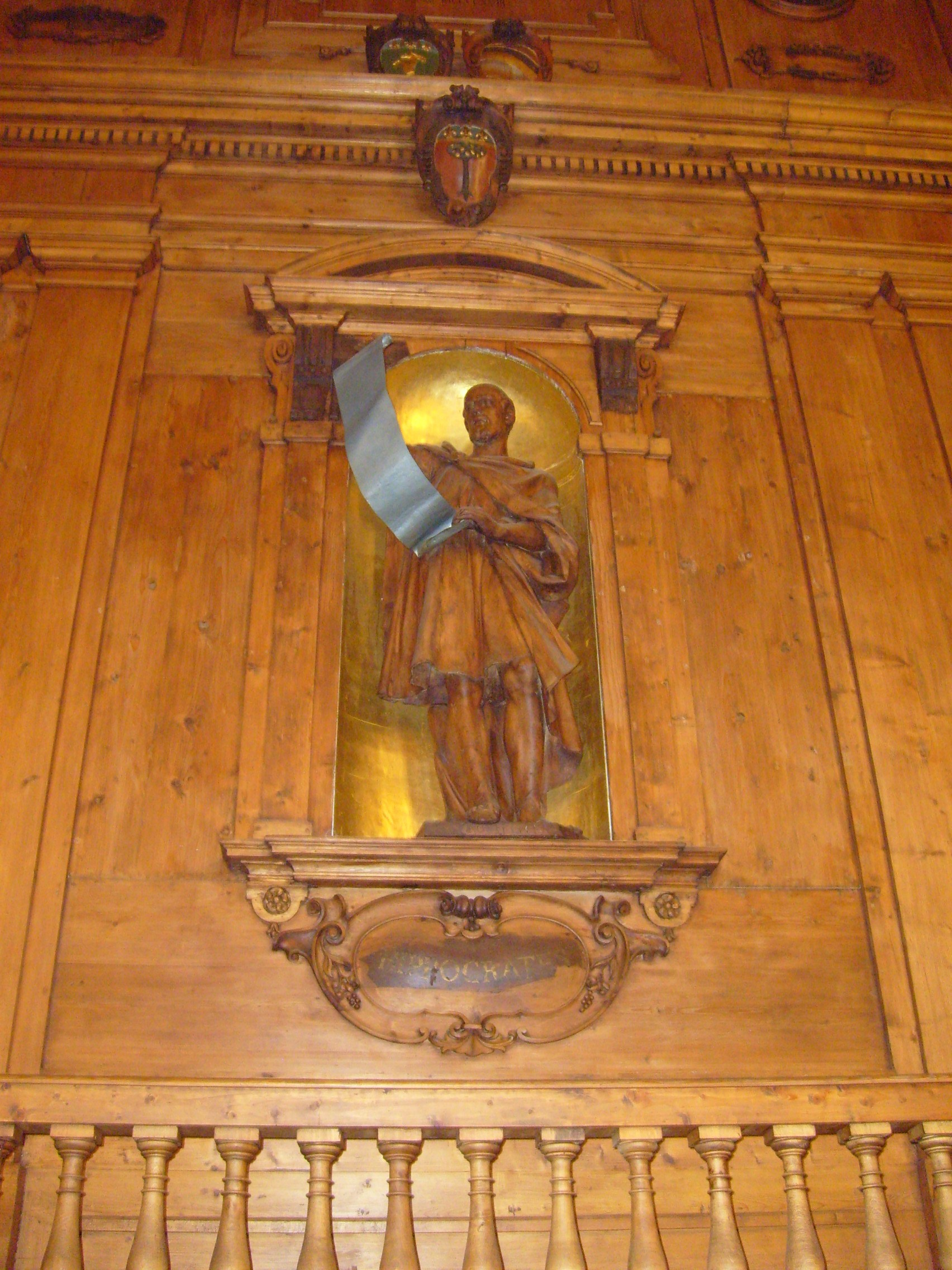